# Niklas Köck
Niklas Köck (* 1. Februar 1992) ist ein österreichischer Skirennfahrer. Er ist vor allem in den Disziplinen Abfahrt, Super-G sowie Kombination erfolgreich.

## Biografie
Köck bestritt sein erstes FIS-Rennen im Jahr 2007. Ab der Saison 2011 startete er im Europacup. Hier schaffte er seinen ersten Podiumsplatz im Februar 2013 im Super-G von Sarntal. In den folgenden Jahren schaffte er es noch drei weitere Male auf das Podest. Ein Sieg blieb ihm bisher verwehrt. In der Europacup Saison 2016/17 erreichte Köck in der Super-G Gesamtwertung Platz 2. Damit sicherte er sich für die Weltcup-Saison 2017/18 einen Fixplatz in dieser Disziplin.
Niklas Köck nahm an zwei Juniorenweltmeisterschaften teil. Bei der Juniorenweltmeisterschaften 2013 schrammte er mit Platz 4 im Super-G knapp an einer Medaille vorbei. Am 22. Jänner 2016 debütierte Köck im alpinen Skiweltcup. Bei der Kombination in Kitzbühel konnte er sich mit Rang 22 auf Anhieb in den Punkterängen platzieren. Sein bisher bestes Weltcupergebnis ist Platz 11 in der Abfahrt von Gröden am 15. Dezember 2017. Nur zweieinhalb Wochen später zog er sich im Training in Saalbach-Hinterglemm einen Kreuzband- und Meniskusriss zu, womit die Saison für ihn vorzeitig beendet war.

## Erfolge

### Weltcup
- 1 Platzierung unter den besten 15

### Weltcupwertungen
| Saison  | Gesamt | Gesamt | Super-G | Super-G | Kombination | Kombination |
| Saison  | Platz  | Punkte | Platz   | Punkte  | Platz       | Punkte      |
| ------- | ------ | ------ | ------- | ------- | ----------- | ----------- |
| 2015/16 | 139.   | 9      | -       | -       | 38.         | 9           |
| 2017/18 | 112.   | 24     | 34.     | 24      | -           | -           |

### Europacup
- Saison 2016/17: 6. Gesamtwertung, 2. Super-G-Wertung, 8. Abfahrtswertung
- Saison 2017/18: 6. Super-G-Wertung
- Saison 2019/20: 3. Gesamtwertung, 2. Abfahrtswertung, 3. Super-G-Wertung
- 10 Podestplätze, davon 3 Siege:

| Datum             | Ort       | Land       | Disziplin |
| ----------------- | --------- | ---------- | --------- |
| 20. Dezember 2017 | Reiteralm | Österreich | Super-G   |
| 12. Dezember 2019 | Zinal     | Schweiz    | Super-G   |
| 24. Januar 2020   | Orcières  | Frankreich | Abfahrt   |

### Juniorenweltmeisterschaft
- Roccaraso 2012: 6. Riesenslalom, 16. Abfahrt, 16. Super-G
- Québec 2013: 4. Super-G

### Weitere Erfolge
- 5 Siege in FIS-Rennen